# Deer River (Minnesota)
Deer River – miasto w Stanach Zjednoczonych, w stanie Minnesota, w hrabstwie Itasca.